# Ocean Village
Ocean Village war zwischen 2003 und 2010 ein Markenname der Carnival Corporation & plc für Kreuzfahrtangebote auf dem englischsprachigen europäischen Markt.
Carnival plc, die britische Teilgesellschaft des Konzerns mit Sitz in Southampton, England, setzte als Eigentümerin und Betreiberin der Schiffe Ocean Village und Ocean Village Two auf das weltweit erfolgreiche Konzept großer Freiheit und Flexibilität bei Essen, Kleidung und Unterhaltung an Bord. Über die Reichweite der ebenfalls von ihr betreuten, aber noch traditionell-formell wahrgenommenen Kreuzfahrtmarken Cunard Line und P&O Cruises hinaus, sollte auch auf dem britischen Markt ein breiteres Publikum im Alter von 30 bis 50 Jahren und vor allem Familien angesprochen werden.
Nach der Entscheidung des Konzerns, die Marke aufzugeben, verlegte Carnival plc die Schiffe auf neue Fahrtrouten nach Australien und betrieb sie fortan unter der Marke P&O Cruises Australia.

## Geschichte

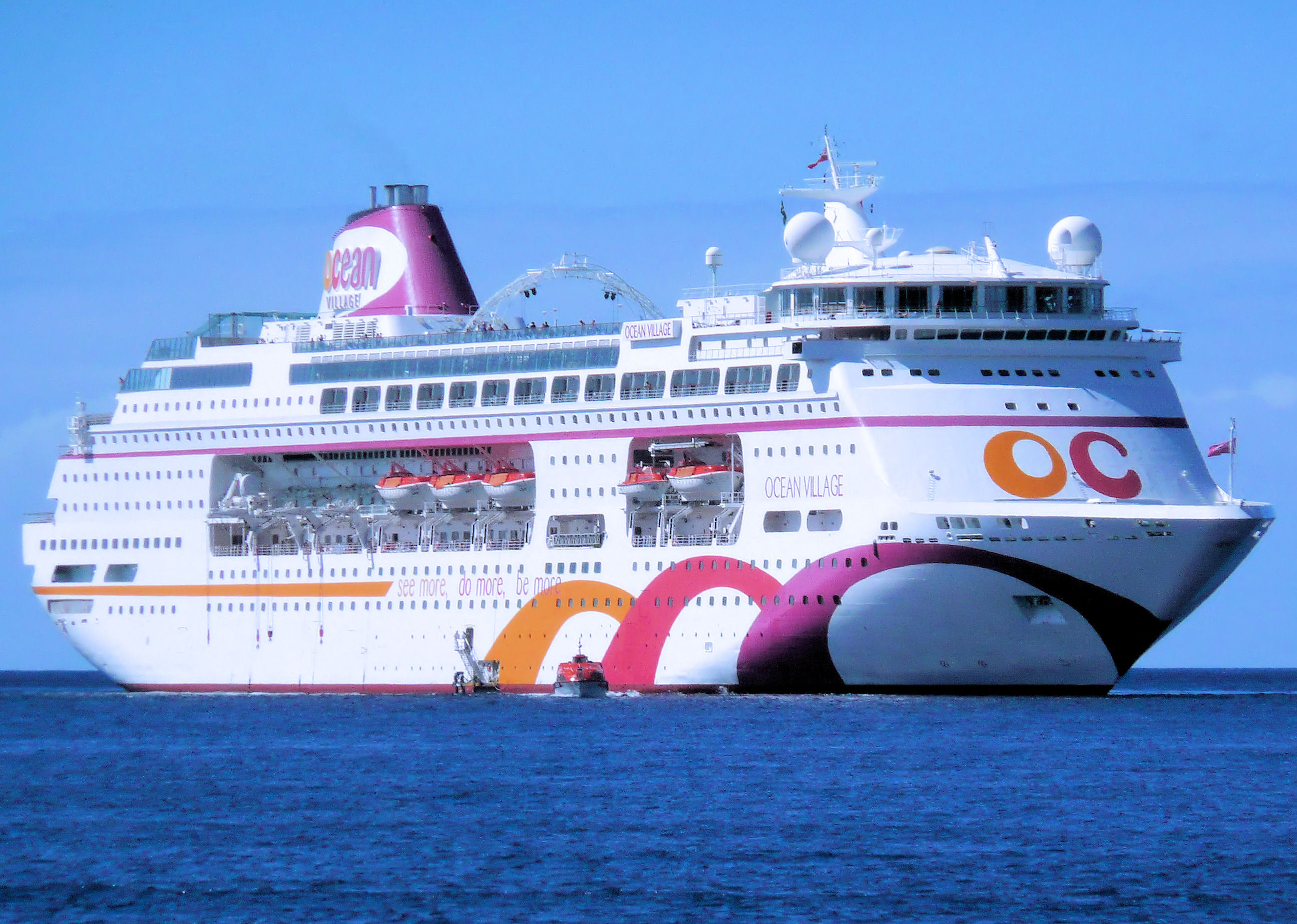
Die Ocean Village vor Dominica

Die Marke wurde im Jahr 2003 eingeführt und mit einem gleichnamigen Schiff startete noch im selben Jahr eine erste Kreuzfahrt unter dem Slogan „the cruise for people who don't do cruises“ (auf Deutsch: „Die Kreuzfahrt für Leute, die keine Kreuzfahrten machen“). Das Schiff war bis dahin schon mehrere Jahre unter dem Namen Arcadia im Einsatz gewesen, aber dann renoviert und für die neue Marke vom nahezu reinen Weiß der P&O Cruises mit schwungvollen orange und roten Bögen frisch gestrichen worden.
Ab dem Frühjahr 2007 wechselte ein zweites Schiff auf die Farben von Ocean Village. Die Indienststellung mehrerer Schiffsneubauten für die deutsche Marke AIDA Cruises ab 2007 ermöglichte dem Konzern, die AIDAblu, das über lange Zeit größte Schiff der AIDA-Flotte, von dort für eine neue Aufgabe abzuziehen. Unter dem Namen Ocean Village Two ging sie ab dem 24. April 2007 während des Sommers im Mittelmeer und im Winter in der Karibik auf Kreuzfahrt.
Am 30. Oktober 2008 kündigte Carnival an, die Marke Ocean Village bis Ende 2010 einzustellen. Die Schiffe wechselten daraufhin zur Marke P&O Cruises Australia, die Ocean Village Two wechselte die Marke bereits im Dezember 2009, die Ocean Village folgte wie angekündigt Ende 2010.

## Ehemalige Flotte
| Name              | Baujahr | Vermessung (BRT/BRZ) | Bauwerft                                 | Reederei- dienst | Bemerkungen und Verbleib                                                          |
| ----------------- | ------- | -------------------- | ---------------------------------------- | ---------------- | --------------------------------------------------------------------------------- |
| Ocean Village     | 1989    | 63.786 BRZ           | Chantiers de l’Atlantique, Saint-Nazaire | 2003–2010        | Ab Ende 2010 Pacific Pearl bei P&O Cruises Australia, 2021 in Alang verschrottet. |
| Ocean Village Two | 1990    | 70.310 BRZ           | Fincantieri, Monfalcone                  | 2007–2009        | Ab Ende 2009 Pacific Jewel bei P&O Cruises Australia, 2020 in Alang verschrottet. |